# Ricard Garriga Salvadó
Ricard Garriga Salvadó (el Pla de Santa Maria, 1912 - Tarragona, 1982) va ser un mestre d'escola, músic i polític català.
Va estudiar magisteri i va exercir de mestre al Pinell de Brai, Vilalba dels Arcs, el Pla i Tarragona. Compositor i autor teatral. Va escriure "La noia de la masia" i compongué diverses sardanes, entre altres "Tarragona". L'agost de 1936 va ser secretari del Comitè de l'Escola Nova Unificada (CENU), en representació de la UGT, que volia trencar amb l'educació del passat i amb l'escola classista i immobilista. Militant del POUM, en va ser president al Pla. Va col·laborar a "El Treball" de Valls i "Acció i Llibertat" de Tarragona.
El 1939, acabada la guerra civil, va sortir cap a Catalunya Nord on va ser internat en un camp de concentració i després a una companyia de treball. Un cop esclatada la Segona Guerra Mundial, va ser detingut pels nazis i internat a Fallingbostel (Oerbke). El 27 de gener de 1941 va ser deportat al camp de Mauthausen-Gusen. La vida al camp era extremadament dura. Els kapos alemanys varen organitzar una orquestra que havia de tocar quan s'executava un pres. Garriga tocava la bandúrria, juntament amb altres tres presos. Va ser alliberat el 5 de maig de 1945. Es va traslladar a Paris, on malvivia tocant l'acordió a la boca del metro vestit de presoner. Després es va introduir en el món del music-hall i va tocar a la sala ABC de París una llarga temporada. Formà part d'una companyia de teatre i varietés que recorria les ciutats de França, Alemanya i nord d'Àfrica. Va morir el 1982.